# Apuleius

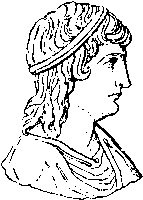
Apuleius

Lucius Apuleius Platonicus (n. 125, Madaura – d. 170) a fost un scriitor latin. S-a născut într-o familie foarte bogată. A fost bine educat în spiritul romanității ('romanitas'); a studiat îndelung la Cartagina, Atena și Roma.

## Măgarul de aur
Romanul Metamorfoze (sau Măgarul de aur) conturează o imagine a vieții cotidiene din epoca sa și conturează temele filozofice ale perioadei. Cartea este remarcabilă întrucât constituie singurul roman al literaturii latine păstrat în integralitate. Metamorfoze este un roman picaresc avant la lettre, cuprinzând aventurile tânărului Lucius, care este transformat de o vrăjitoare în măgar. Șirul peripețiilor sale este un prilej pentru ca autorul, folosind tehnica literară a povestirii în ramă, să includă o serie de episoade marginale, dintre care cel mai cunoscut este mitul lui Amor și Psyche, care a avut o influență majoră asupra literaturii universale.

## Traduceri românești
- Apuleius (1890), Psyche, Traducere de Mihaiu de Bonacchi, Bucuresci: Ig. Haimann (70 de pagini)
- Apuleius (1958), Metamorfoze sau Măgarul de aur, tradus de Teodorescu, I., București: Editura de Stat pentru Literatură și Artă (287 de pagini)